# Tsjona
De Tsjona (Russisch: Чона) is een 820 kilometer lange rivier in de Russische oblast Irkoetsk en de autonome republiek Sacha (Jakoetië) en vormt een zijrivier van de Viljoej in het stroomgebied van de Lena.
De rivier ontspringt op ongeveer 800 meter hoogte op het Lena-plateau in het zuidoostelijk deel van het Midden-Siberisch Bergland, op ongeveer 550 kilometer ten noordoosten van Bratsk. Van daaruit voert ze eerst door een nauwe vallei met vele stroomversnellingen naar het noorden door het berggebied en vervolgens parallel aan de Beneden-Toengoeska, die ongeveer 50 kilometer verderop stroomt. Verderop buigt ze af naar het noordoosten en mondt vervolgens uit in het Viljoej-stuwmeer, waar ze in de Viljoej stroomt. In het stroomgebied bevinden zich ongeveer 1300 rivieren en stroompjes en 4500 meren. De belangrijkste zijrivieren zijn aan linkerzijde de Dzjekinde (158 km) en Delingde (137 km) en aan rechterzijde de Itsjoda (144 km) en Vakoenajka (362 km).
De rivier is bevroren van de tweede helft van oktober tot midden mei en wordt vooral gevoed door sneeuw en regen.